# Ozero Zatskovo
Ozero Zatskovo (ryska: Озеро Зацково) är en sjö i Belarus. Den ligger i voblasten Hrodna voblast, i den västra delen av landet, 220 km väster om huvudstaden Minsk. Ozero Zatskovo ligger 113 meter över havet. Arean är 0,40 kvadratkilometer. Den ligger vid sjön Vozera Beloje. Den sträcker sig 1,2 kilometer i nord-sydlig riktning, och 1,2 kilometer i öst-västlig riktning.
I omgivningarna runt Ozero Zatskovo växer i huvudsak blandskog. Runt Ozero Zatskovo är det ganska tätbefolkat, med 139 invånare per kvadratkilometer.